# Ricardo Regazzoni
Ricardo Regazzoni (Ciudad de México, 1942 - Amsterdam, 2025) es un escultor mexicano.

## Carrera
Estudió arquitectura en la Universidad Nacional Autónoma de México y posteriormente estudió en la Universidad Dauphine, París, Francia gracias a una beca del gobierno francés y en el Smithsonian Institution Washington D. C. gracias a una beca Fullbright. Como arquitecto, trabajó con Luis Barragánquien le ayudó a conseguir la beca Fullbright y posteriormente con Vicente Rojo, quien le impulsó a introducirse al mundo artístico.
En México, Ricardo Regazzoni ha expuesto en la Galería de Arte Mexicano y algunas de sus obras se encuentran expuestas en el Paseo Escultórico Nezahualcóyotl en el Estado de México y en el jardín escultórico del Bosque de Aragón en la Ciudad de México.
Fuera de México, su obra ha sido expuesto en la Galería Max PROTECA de Nueva York, en la Van Rooy de Ámsterdam, en el Centro Cultural de México en París y en Seúl.